# Artur Wichniarek
Artur Mikołaj Wichniarek (Poznań, 28 febbraio 1977) è un ex calciatore polacco, di ruolo attaccante.

## Carriera

### Club

#### Lech Poznań e Widzew Łódź
Wichniarek inizia la sua carriera professionistica nella stagione 1993-1994 nella squadra polacca del Lech Poznań. Inizialmente non trova molto spazio ma, nella stagione 1996-1997 riesce a conquistare il posto da titolare scendendo in campo per 30 volte e realizzando 4 reti, le quali saranno le prime e le ultime realizzate con il Lech Poznań.
Nella stagione 1997-1998 Wichniarek passa al Widzew Łódź.
Resterà con la squadra per 2 stagioni conquistando un terzo ed un secondo posto e realizzando 28 reti in 57 presenze.

#### Arminia Bielefeld e Hertha Berlino
Le ottime prestazioni con il Widzew Łódź vengono notate da una squadra tedesca, l'Arminia Bielefeld, che nella stagione 1999-2000 lo acquista. In 4 stagioni, Wichniarek e la sua nuova squadra, passeranno dalla Bundesliga alla seconda divisione dove, nella stagione 2001-2002 conquista il titolo di capocannoniere della seconda divisione e verrà soprannominato dai tifosi "King Arthur".
Dopo aver realizzato 50 reti in 101 partite con l'Arminia Bielefeld, nell'estate del 2003 passa all'Hertha Berlino. Non sarà un'avventura facile perché, anche se la squadra conquista il quarto posto e nella stagione successiva il sesto posto, Wichniarek non riesce a conquistare una maglia da titolare scendendo in campo 44 volte e realizzando solo 4 reti.
Dopo le 2 stagioni passate all'Hertha Berlino decide di fare ritorno All'Arminia Bielefeld nella stagione 2006-2007.
Nel giugno del 2009 Wichniarek ritorna all'Hertha Berlino dopo l'ottima stagione nell'Arminia Bielefeld che poi retrocederà.

#### Ritorno al Lech Poznań
Alla fine della stagione 2009-2010 ritorna in Polonia al Lech Poznań, ma Il 3 novembre 2010, dopo aver giocato 7 partite di campionato, rescinde consensualmente il contratto con la società polacca.

#### Ingolstadt
Dopo aver rescisso con il Lech Poznan, nel gennaio 2011 firma un contratto con l'Ingolstadt, club militante in seconda divisione tedesca. A giugno dello stesso anno, scaduto il contratto, Wichniarek si ritira dal calcio giocato.

### Nazionale
Ha esordito nella Nazionale di calcio polacca il 3 marzo 1999.

## Statistiche

### Cronologia presenze e reti in nazionale
| Cronologia completa delle presenze e delle reti in nazionale ― Polonia | Cronologia completa delle presenze e delle reti in nazionale ― Polonia | Cronologia completa delle presenze e delle reti in nazionale ― Polonia | Cronologia completa delle presenze e delle reti in nazionale ― Polonia | Cronologia completa delle presenze e delle reti in nazionale ― Polonia | Cronologia completa delle presenze e delle reti in nazionale ― Polonia | Cronologia completa delle presenze e delle reti in nazionale ― Polonia | Cronologia completa delle presenze e delle reti in nazionale ― Polonia |
| Data                                                                   | Città                                                                  | In casa                                                                | Risultato                                                              | Ospiti                                                                 | Competizione                                                           | Reti                                                                   | Note                                                                   |
| ---------------------------------------------------------------------- | ---------------------------------------------------------------------- | ---------------------------------------------------------------------- | ---------------------------------------------------------------------- | ---------------------------------------------------------------------- | ---------------------------------------------------------------------- | ---------------------------------------------------------------------- | ---------------------------------------------------------------------- |
| 3-3-1999                                                               | Varsavia                                                               | Polonia                                                                | 1 – 0                                                                  | Armenia                                                                | Amichevole                                                             | -                                                                      | 62’                                                                    |
| 28-4-1999                                                              | Varsavia                                                               | Polonia                                                                | 2 – 1                                                                  | Rep. Ceca                                                              | Amichevole                                                             | 1                                                                      | 71’                                                                    |
| 4-6-1999                                                               | Varsavia                                                               | Polonia                                                                | 2 – 0                                                                  | Bulgaria                                                               | Qual. Euro 2000                                                        | -                                                                      | 58’                                                                    |
| 6-9-1999                                                               | Lussemburgo                                                            | Lussemburgo                                                            | 2 – 3                                                                  | Polonia                                                                | Qual. Euro 2004                                                        | 1                                                                      | 34’ 87’                                                                |
| 19-6-1999                                                              | Bangkok                                                                | Nuova Zelanda                                                          | 0 – 0 dts (4 – 5 dtr)                                                  | Polonia                                                                | Amichevole                                                             | -                                                                      |                                                                        |
| 18-8-1999                                                              | Varsavia                                                               | Polonia                                                                | 1 – 2                                                                  | Spagna                                                                 | Amichevole                                                             | -                                                                      | 87’                                                                    |
| 9-10-1999                                                              | Solna                                                                  | Svezia                                                                 | 2 – 0                                                                  | Polonia                                                                | Qual. Euro 2000                                                        | -                                                                      | 88’                                                                    |
| 14-11-2001                                                             | Poznań                                                                 | Polonia                                                                | 0 – 0                                                                  | Camerun                                                                | Amichevole                                                             | -                                                                      | 46’                                                                    |
| 21-8-2002                                                              | Stettino                                                               | Polonia                                                                | 1 – 1                                                                  | Belgio                                                                 | Amichevole                                                             | -                                                                      | 76’                                                                    |
| 7-9-2002                                                               | Serravalle                                                             | San Marino                                                             | 0 – 2                                                                  | Polonia                                                                | Qual. Mondiali 2002                                                    | -                                                                      | 46’                                                                    |
| 12-10-2002                                                             | Varsavia                                                               | Polonia                                                                | 0 – 1                                                                  | Lettonia                                                               | Qual. Euro 2004                                                        | -                                                                      | 46’                                                                    |
| 16-10-2002                                                             | Ostrowiec Świętokrzyski                                                | Polonia                                                                | 2 – 0                                                                  | Nuova Zelanda                                                          | Amichevole                                                             | -                                                                      | 46’                                                                    |
| 30-4-2003                                                              | Bruxelles                                                              | Belgio                                                                 | 3 – 1                                                                  | Polonia                                                                | Amichevole                                                             | -                                                                      | cap.                                                                   |
| 6-6-2003                                                               | Poznań                                                                 | Polonia                                                                | 3 – 0                                                                  | Kazakistan                                                             | Amichevole                                                             | 1                                                                      | 46’                                                                    |
| 11-6-2003                                                              | Solna                                                                  | Svezia                                                                 | 3 – 0                                                                  | Polonia                                                                | Qual. Euro 2004                                                        | -                                                                      |                                                                        |
| 20-8-2003                                                              | Tallinn                                                                | Estonia                                                                | 1 – 2                                                                  | Polonia                                                                | Amichevole                                                             | 1                                                                      |                                                                        |
| 6-2-2008                                                               | Praga                                                                  | Rep. Ceca                                                              | 0 – 2                                                                  | Polonia                                                                | Amichevole                                                             | -                                                                      | 46’                                                                    |
| Totale                                                                 |                                                                        | Presenze                                                               | 17                                                                     |                                                                        | Reti                                                                   | 4                                                                      |                                                                        |